# 심타워
《심타워》(SimTower) 또는 《더 타워》(The Tower, 일본어: ザ・タワー)는 경영 시뮬레이션 비디오 게임이며, OPeNBooK에서 개발된 소프트를 맥시스에서 영문버전으로 출판, 마이크로소프트 윈도우와 맥 OS 7 운영체제 버전으로 1994년 11월 발매되었다. 일본에서는, 그것은 같은 해에 OPeNBooK 주식회사에서 The Tower로 출판 되었다.
이 게임은 플레이어가 타워를 구축 및 관리하고, 궁극적으로 타워를 운영하면서 5개의 별을 획득하고, 마지막으로 타워등급을 획득하여 100층의 성당을 건설하고 결혼식을 갖는 목표를 가지고 있다. 랜덤 이벤트는 플레이어가 즉시 응답해야 하는 테러 행위로서, 게임이 진행되는 동안 생성된다.
게임의 리셉션은 일반적으로 긍정적이었다. 리뷰어들은 개방적인 게임의 진행방식을 칭찬했다. 일부 비판으로는, 게임을 계속 진행하려면 시간의 경과와 일정한 게스트의 방문 등으로 새로운 시설을 구입하는 방법이 필요한데, 이 부분이 게임의 진행속도를 너무 느리게 만들었다는 것을 비판했다.

## 평가
| 평가 |              |
| --- | ------------ |
| 평론 점수 평론사 점수 올게임 [ 1 ] 드래곤 3 & 3 1 ⁄ 2 / 5 [ 2 ] Entertainment Weekly B- [ 3 ] Next Generation (MAC) [ 4 ] |              |
| 평론 점수 |              |
| 평론사 | 점수         |
| 올게임 | [ 1 ]        |
| 드래곤 | 3 & 31⁄2 / 5 |
| Entertainment Weekly | B-           |
| Next Generation | (MAC)        |